# GeoRef
GeoRef è una base di dati bibliografica internazionale, multilingue e accessibile a pagamento, che indicizza in modalità semi-automatica la letteratura scientifica nelle discipline delle scienze della terra e della geologia.
Il numero di record bibliografici risultanti al 2019 supera i 4 milioni. I record, comprensivi di eventuale abstract, riguardano contenuti pubblicati a partire dal 1966 nell'America del Nord, e dal 1933 nel resto del mondo.

## Contenuto
GeoRef indicizza pubblicazioni in formato cartaceo, elettronico e contenuti multimediali. Le tematiche coperte includono: la geologia areale, l'economia geologica, l'ingegneria geologica, la geologia ambientale, l'esogeologia, la geocronologia, la geochimica e la geofisica, l'idrologia e l'idrogeologia, la geologia marina e l'oceanografia, la geomatematica, la mineralogia e la cristallografia, la paleontologia e la petrologia, la sismologia e la stratigrafia, la geologia tettonica e strutturale.
Fra le riviste scientifiche presenti, vi sono:
- Bibliography and Index of North American Geology, paleontology, petrology, and mineralogy[2], pubblicato dal 1879. Nel 1969 il nome è divenuto Bibliography and Index of Geology a cura congiunta dello United States Geological Survey e dell'American Geological Institute, e diviso in due riviste digitalizzate su GeoRef: Bibliography and index of North American geology, ed il Bibliography and index of geology exclusive of North America[3]
- Bibliography of Theses in Geology[4][5]
- Geophysical Abstracts, nata negli anni '30 come bollettino bimestrale dello United States Geological Survey, dello Dipartimento degli Interni statunitense[6][7]
- Bibliography and Index of North American Geology (indici e abstract dei numeri usciti dall'anno 1732 al 1959)
- Bibliography and Index of Geology Exclusive of North America (indici e abstract dei numeri usciti dall'anno 1933 al 1960);
- Philosophy of Science ed il British Journal for the Philosophy of Science;
- Zentralblatt fur Geologic und Palaontologie.[8]

Alcune di queste pubblicazioni continuano a loro volta ad uscire in stampa, in base agli aggiornamenti estratti dalla base di conoscenza di GeoRef.

## Struttura editoriale
Dal 1966, GeoRef è curato dall'ex American Geological Institute, divenuto American Geosciences Institute da ottobre del 2011 -, una federazione senza scopo di lucro fra 50 organizzazioni di professionisti nelle Scienze della Terra, fondata nel 1948 ad Alexandria di Virginia, dove ha attualmente sede. L'AGI pubblica la rivista scientifica mensile Geotimes, ridenominata EARTH Magazine nel 2008, e infine Nautilus a partire dal 1º aprile 2019.
Nel 2013, il sito di GeoRef dichiarava che le proprie risorse umane monitorano più di 3.500 riviste in 40 lingue, oltre alle pubblicazioni di nuovi libri, mappe e report, registrando una media di 4.000 nuovi riferimenti pubblicati ogni due settimane, rispetto alla media di 3.000 mensili del 2013